# Едвард Дмитрик
Едвард Дмитрик (англ. Edward Dmytryk; 4 вересня 1908, Ґранд-Форкс, Британська Колумбія, Канада — 1 липня 1999, Енсіно, Каліфорнія, США) — американський кінорежисер українського походження, батько жанру «чорного фільму»[джерело?] (або фільму нуар).

## Біографія
Едвард Дмитрик народився у Ґранд-Форкс, Канада, син бідних українських емігрантів із села Буряківці на Тернопільщині. Згодом його сім'я переїхала до Сан-Франциско, Каліфорнія. Після смерті його матері, Францішки Березовської (1885—1916), батько, Михайло Дмитрик (1878—1946), одружився вдруге. У Сан-Франциско хлопчик навчався в місцевій школі та зацікавився кіноіндустрією.
Навчався у Каліфорнійському інституті технології.
Свою кар'єру кінодіяча Едвард Дмитрик починав розсильним у кіностудії Парамаунт. У 1935 році майбутній режисер зняв свою першу кінострічку — фільм «Яструб». За наступні 8 років було знято 23 фільми.
У його стрічках знімались Марлон Брандо, Шон Коннері, Грегорі Пек, Брижіт Бардо, Кірк Дуглас, Ентоні Квінн, Роберт Мітчем, Пітер Фальк, Гамфрі Боґарт, Максиміліан Шелл.
У 1947 році в числі десяти значних діячів Голлівуду Дмитрик відмовився свідчити у Комісії з розслідування антиамериканської діяльності (комісія Маккарті), за що провів 6 місяців у тюрмі і був позбавлений права займатися професійною діяльністю.
Як громадський діяч Е. Дмитрик був людиною лівих поглядів. Більше того — у 1944 році він став членом американської Комуністичної партії. Ця обставина вплинула на творчість режисера. Е. Дмитрик зняв антинацистський фільм «Діти Гітлера» (1943). «Перехресний вогонь» (1947) був присвячений темі антисемітизму. Після Другої світової війни режисер разом з багатьма колегами з Голлівуду потрапив під процес перевірки на лояльність до політики США та був позбавлений можливості працювати за фахом і був ув'язнений (12 місяців позбавлення волі). Режисер переїхав до Великої Британії. Розлучившись з дружиною, Е. Дмитрик не витримав тиску на нього й відмовився від свого комуністичного минулого.
Внаслідок цього режисер одержав можливість повернутися до Голлівуду.
У другому періоді своєї творчості Едвард Дмитрик зняв ще 25 фільмів, серед яких було чимало успішних робіт: «Снайпер» (1952), «Заколот на „Кейні“» (1954), «Молоді леви» (1958). Але ні життєвої радості, ні творчої наснаги Едвард Дмитрик вже не мав і говорив: «Коли я помру, про мене не говоритимуть як про режисера, а лише як про одного з „голлівудської десятки“ (Чорний список Голлівуду)». Серед колег кіномитця були такі, які вважали його зрадником, хоча довести справедливість своїх звинувачень не могли.

## Фільмографія
Створив фільми:
- 1935 — «Яструб» / The Hawk
- 1942 — «Сім миль від Алкатрасу» / Seven Miles from Alcatraz
- 1943 — «Діти Гітлера» / Hitler's Children
- 1943 — «Сокіл завдає удару у відповідь» / The Falcon Strikes Back
- 1944 — «Вбивство, моя люба» / Murder, My Sweet
- 1945 — «Загнаний в кут» / Cornered
- 1945 — «Повернення до Батаана» / Back to Bataan
- 1947 — «Перехресний вогонь» / Crossfire
- 1949 — «Христос в бетоні» («Даждь нам днесь») / Christ in Concrete (Give Us This Day)
- 1949 — «Одержимість» / (Obsession)
- 1952 — «Снайпер» / (The Sniper)
- 1953 — «Жонглер» / The Juggler
- 1954 — «Заколот на „Кейні“» / (The Caine Mutiny)
- 1954 — «Зламаний спис» / Broken Lance
- 1955 — «Солдат удачі» / (Soldier of Fortune)
- 1956 — «Гора» / (The Mountain)
- 1957 — «Округ Рейнтрі» / Raintree County
- 1958 — «Молоді леви» / (The Young Lions)
- 1959 — «Шериф Ворлока» / (Warlock)
- 1962 — «Прогулянка по дикому шляху» / (Walk on the Wild Side)
- 1964 — «Ділки» / The Carpetbaggers
- 1965 — «Міраж» / Mirage
- 1966 — «Альварес Келлі» / Alvarez Kelly
- 1968 — «Битва за Анціо» / Battle for Anzio
- 1968 — «Шалако» / (Shalako)
- 1972 — «Синя борода» / Bluebeard
- 1975 — «Людський фактор» / The 'Human' Factor